# Kuruçay, Ahırlı
Kuruçay là một xã thuộc huyện Ahırlı, tỉnh Konya, Thổ Nhĩ Kỳ. Dân số thời điểm năm 2011 là 107 người.